# وجيهة عبد الحق
وجيهة عبد الحق فنانة موسيقية وعالمة سورية في مجال الموسيقى، لها العديد من الابحاث في مجالات الموسيقى، وهي أستاذ محاضرة في مؤسسات دولية، ومخترعة بارعة ومتميزة عالميآ في مجال الموسيقى.
قامت الدكتورة وجيهة عبد الحق بأختراعات في مجال الموسيقى منها اختراعها الفيثارة المسماة فيثارة دمشق المسجلة دوليا تحت أسم البيانو الدولي، وكذلك اختراعها الأورج المتطور وسجلته عالميآ تحت اسم اورج اليونيسكو العالمي.